# Carlos V de Francia
Carlos V (Vincennes, 22 de enero de 1338-Nogent-sur-Marne, 16 de septiembre de 1380), llamado el Sabio (en francés, le Sage), fue un monarca de la dinastía Valois, que gobernó como rey de Francia desde 1364 hasta su muerte. Era el hijo primogénito del rey Juan el Bueno y de Bona de Luxemburgo.
En 1349, siendo un joven príncipe, Carlos recibió de su abuelo, el rey Felipe VI, la provincia del Delfinado para que la gobernase. Esto le permitió llevar el título de delfín hasta su coronación, que vio la integración del Delfinado a las tierras de la Corona de Francia. Desde 1350, todos los herederos naturales de Francia llevaron el título de delfín hasta su coronación.
Carlos se convirtió en regente de Francia cuando su padre, Juan II, fue capturado por los ingleses en la batalla de Poitiers en 1356. Para pagar el rescate, Carlos tuvo que subir los impuestos y tratar con la hostilidad de la nobleza, liderada por Carlos II de Navarra, rey de Navarra; la oposición de la burguesía francesa, que fue canalizada a través de los Estados Generales, liderados por Étienne Marcel; y con las revueltas campesinas conocidas como Jacquerie. Carlos superó todas estas rebeliones, pero para liberar a su padre, tuvo que concertar el tratado de Brétigny en 1360, por el que entregaba amplias porciones del suroeste de Francia a Eduardo III de Inglaterra y se mostró conforme con pagar un enorme rescate.
Carlos se convirtió en rey en 1364. Con la ayuda de hábiles consejeros conocidos como los Marmousets, su hábil manejo del reino le permitió reponer el tesoro real y restaurar el prestigio de la casa de Valois. Estableció el primer ejército permanente pagado con ingresos regulares, que liberó al pueblo francés de las compañías de routiers que regularmente saqueaban el país cuando no estaban trabajando. Liderados por Bertrand du Guesclin, el ejército francés fue capaz de cambiar el sentido de la guerra de los Cien Años en ventaja de Carlos y, para finales de su reinado, había logrado reconquistar casi todos los territorios cedidos a los ingleses en 1360. Más aún, la armada francesa, liderada por Jean de Vienne, consiguió atacar la costa inglesa por primera vez desde el comienzo de la guerra de los Cien Años.
Carlos V murió en 1380. Le sucedió su hijo Carlos el Loco, cuyo desastroso reinado permitió a los ingleses recuperar el control de amplias partes de Francia.

## Personalidad
Fue un hombre religioso, profesaba veneración por su antepasado San Luis, sabía ser tolerante, amante del arte y del lujo, muy culto y letrado: fundó la primera Biblioteca Real de Francia, que fue instalada en el Louvre, enriqueciéndola con traducciones de antiguos autores especialmente hechas para él.

## Primeros años
Nació en el Castillo de Vincennes, en las afueras de París (Isla de Francia), el 21 de enero de 1338, hijo del príncipe Juan y de Bona de Luxemburgo. Fue educado en la corte con otros chicos de su edad con los que se mantendría cercano el resto de su vida: su tío Felipe, duque de Orléans (solo dos años mayor que él), sus tres hermanos Luis, Juan, y Felipe; Luis de Borbón, Eduardo y Roberto de Bar, Godofredo de Brabante, Luis I, conde de Étampes, Luis de Evreux (hermano de Carlos II de Navarra), Juan y Carlos de Artois, Carlos de Alençon, y Felipe de Rouvres.
El futuro rey era muy inteligente, pero físicamente débil, con piel pálida y un cuerpo fino y desproporcionado. Esto le hacía contrastar marcadamente con su padre, que era alto, fuerte y rubio.

## Investidura del Delfinado
Humberto II de Vienne, arruinado por su incapacidad para recaudar impuestos después de una cruzada en Palestina, y sin hijos tras la muerte de su único hijo, decidió vender el Delfinado, que era un feudo del Sacro Imperio Romano Germánico. Ni el papa ni el emperador quisieron comprarlo, así que la transacción se hizo con Felipe VI de Francia.
Bajo el tratado de Romans, el título de delfín debía llevarlo un hijo del futuro rey Juan el Bueno. Así que fue Carlos, el hijo mayor de este último, quien se convirtió en el primer delfín. La abdicación de Humberto en Carlos, primogénito de Felipe VI se produjo el 16 de julio de 1349.
El verano de 1356, el rey de Navarra y conde de Évreux, Carlos II de Navarra, llamado posteriormente “el Malo”, intentó establecer una alianza con el joven Delfín en contra de su padre Juan II. El rey reaccionó encarcelando al navarro, pero el rey de Inglaterra Eduardo III interviene enviando a su hijo, Eduardo de Woodstock, llamado el “Príncipe Negro”, en su defensa. Se enfrentaron en las cercanías de Poitiers y los franceses sufrieron una cruel derrota en la batalla de Poitiers, en la que el rey francés junto a uno de sus hijos, fue hecho prisionero.
Durante ese mismo año, Carlos, como delfín de Vienne (feudo imperial) se dirige a Metz para rendir homenaje a Carlos IV, emperador del Sacro Imperio Romano Germánico, a quien pide ayuda para su padre. Carlos IV le concede la investidura del Delfinado, sin embargo, no hace más en favor de Francia.
A los doce años de edad, se vio inmediatamente enfrentado con el ejercicio del poder mientras permaneció en Grenoble (del 10 de diciembre de 1349 a marzo de 1350). Unos pocos días después de su llegada, el pueblo de Grenoble fue invitado a la plaza de Nuestra Señora, donde se erigió una plataforma. El joven Carlos se sentó junto al obispo Juan de Chissé y recibió el juramento de homenaje del pueblo. A cambio, públicamente prometió respetar la carta de la comunidad y confirmó las libertades y las franquicias de Humberto II, que fueron resumidas en un solemne estatuto antes de que él abdicase y garantizó una última amnistía a todos los prisioneros, excepto los que se enfrentaban a la pena de muerte.
El 8 de abril de 1350 en Tain-l'Hermitage, el delfín se casó con su prima, Juana de Borbón. Se obtuvo previamente la dispensa papal para este matrimonio consanguíneo (ambos descendían de Carlos de Valois). El matrimonio se retrasó por la muerte de su madre, Bona de Luxemburgo, y su abuela Juana la Coja, ambas muertas por la peste, a las que no había visto desde que se marchó al Delfinado. El propio delfín estuvo seriamente enfermo desde agosto hasta diciembre de 1349. Se limitaban las reuniones para ralentizar la difusión de la plaga cuando estaba en su apogeo en Europa; el matrimonio se celebró en privado.
El control del Delfinado es valioso para el reino de Francia, porque ocupa el valle del Ródano, una de las principales rutas comerciales entre el Mediterráneo y el norte de Europa desde la antigüedad, poniéndolos en contacto directo con Aviñón, territorio papal y centro diplomático de la Europa medieval. A pesar de su juventud, el delfín se esforzó por obtener la aprobación de sus súbditos, intercediendo para parar una guerra entre dos familias vasallas. Adquirió una experiencia que le resultaría muy útil posteriormente.

## Misión en Normandía
Carlos fue llamado de vuelta a París a la muerte de su abuelo Felipe VI y participó, el 26 de septiembre de 1350 en Reims, en la coronación de su padre Juan el Bueno. La legitimidad de Juan, y la de los Valois en general, no era tan unánime. Su padre, Felipe VI, había perdido toda credibilidad con los desastres de Crécy, Calais, el azote de la peste y las devaluaciones de moneda para apoyar las finanzas reales. El clan real debía enfrentarse a la oposición desde todas las partes del reino.
El primero de ellos fue liderado por Carlos II de Navarra, llamado "el Malo", cuya madre, Juana II de Navarra, había renunciado a la corona de Francia por la de Navarra en 1328. Carlos II era el mayor de un poderoso linaje. Ambicioso por obtener la corona de Francia, consiguió reunir en torno a sí a los descontentos. Lo apoyaban sus parientes y aliados: la casa de Boulogne (y sus parientes de Auvernia), los barones de Champaña leales a Juan II de Navarra (heredero de Champaña, de no haber sido absorbida por Francia) y por los seguidores de Roberto de Artois, expulsado del reino por Felipe VI. También tenía el apoyo de la Universidad de París y de los comerciantes del norte, para quienes el comercio a través del Canal de la Mancha era vital.
Un brillante orador, y acostumbrado a una monarquía controlada por las cortes de Navarra, Carlos II de Navarra defendía la reforma de un estado considerado demasiado arbitrario, que no dejaba voz a la nobleza o las ciudades (Juan el Bueno gobernó con un círculo de favoritos y oficiales a veces de humilde extracción). A diferencia de su padre, Carlos V pensó que un rey debía tener la aprobación de sus súbditos y que debía escuchar su consejo. Esta perspectiva le permitió enfrentarse a los reformistas y nobles normandos, y también de Carlos de Navarra.

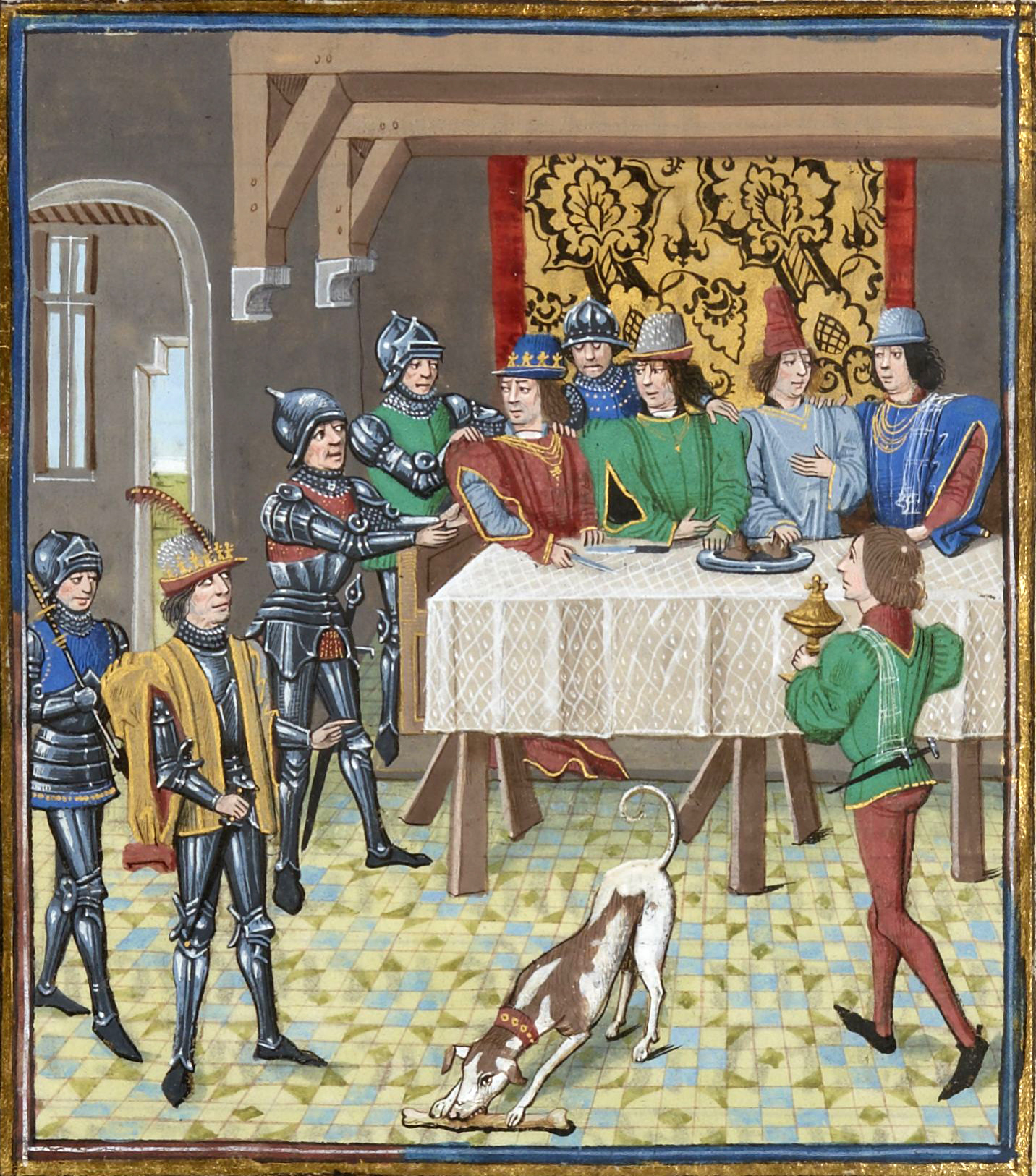
Arresto de Carlos II de Navarra por Juan II de Francia

El poder de Navarra era tal que el 8 de enero de 1354, asesinó impunemente a Carlos de la Cerda, favorito del rey Juan II, y abiertamente se atribuyó el crimen. Obtuvo incluso, a través del tratado de Mantes, concesiones territoriales y soberanía amenazando con aliarse con los ingleses. Pero en Aviñón, los ingleses y los franceses estaban negociando una paz que impediría a Carlos de Navarra contar con el apoyo de Eduardo III. Por lo tanto, concluyó un tratado con el inglés en el que el reino de Francia se dividiría entre ellos. Un desembarco inglés estaba planeado para finales de la tregua, que expiraría el 24 de junio de 1355.
El rey Juan ordenó al delfín en marzo de 1355 que organizase la defensa de Normandía, lo que requeriría recaudar los correspondientes impuestos. La tarea era difícil debido a la creciente influencia de Carlos II de Navarra. Con el tratado de Mantes adquirió un estatus similar al de un "duque"; era probable que se aliase con Eduardo III, y podía en cualquier momento abrir Normandía a los ingleses. El delfín evitó la guerra reconciliando al de Navarra con el rey, lo que se selló en una ceremonia en la corte el 24 de septiembre de 1355. Eduardo III se sintió ofendido por esta última traición de Carlos de Navarra; el prometido desembarco no tuvo lugar. Posteriormente, el rey Juan arrestó a Carlos II de Navarra.

## La regencia y el alzamiento del Tercer Estado
El rey Juan II fue un bravo guerrero, pero un pésimo gobernante que enajenó a sus nobles a través de una justicia arbitraria y la elevación de asociados considerados sin méritos. Después de un alto de tres años, la guerra de los Cien Años con Inglaterra se reanudó en 1355, con Eduardo, el Príncipe Negro, liderando un ejército anglo-gascón en una violenta cabalgada por el suroeste de Francia. Después de comprobar una incursión inglesa en Normandía, Juan lideró un ejército de unos 16 000 hombres hacia el sur, cruzando el Loira en septiembre de 1356 con el propósito de rodear a los 8000 soldados del Príncipe Negro en Poitiers. Rechazando el consejo de un capitán de rodear al príncipe y dejarle pasar hambre una táctica que Eduardo temía, Juan atacó la fuerte posición del ejército enemigo. En la posterior batalla de Maupertuis, los arqueros ingleses prácticamente aniquilaron a la caballería francesa, y el rey Juan fue capturado. Carlos lideró un batallón en Poitiers que se retiró pronto de la lucha; si la orden procedió de Juan (como él pretendió más tarde), o si el propio Carlos ordenó la retirada, es algo que no queda claro.
El resultado de la batalla dejó a parte de la nobleza muy amargada. La opinión popular acusaba a los nobles de traicionar al rey, pero Carlos y sus hermanos no fueron acusados, y fue recibido con honores a su regreso a París. El delfín reunió a los Estados Generales en octubre para reunir dinero para la defensa del país. Furioso ante lo que ellos veían como una mala administración, muchos de aquellos reunidos en la asamblea se organizaron en un cuerpo liderado por Étienne Marcel, el preboste de los mercaderes (un título que aproximadamente equivalía al de alcalde de París). Marcel exigió la dimisión de siete ministros reales, su reemplazo por un consejo de 28 formado por nobles, clérigos y burgueses, y la liberación del rey Carlos II de Navarra, que había sido encarcelado por Juan por el asesinato de su condestable. El delfín rechazó sus demandas, disolvió los Estados Generales, y abandonó París.
Se produjo entonces una lucha de voluntades. En un intento de reunir dinero, Carlos intentó devaluar la moneda; Marcel ordenó huelgas y el delfín se vio obligado a cancelar sus planes y volver a reunir los Estados Generales en febrero de 1357. Le presentaron al delfín una Gran Ordenanza, una lista de 61 artículos que habrían dado a los Estados Generales el derecho a aprobar todos los futuros impuestos, reunirse por deseo propio, y elegir un Consejo de 36 (con 12 miembros de cada Estado) para asesorar al rey. Al final, Carlos firmó la ordenanza, pero los consejeros a los que despidió le llevaron el documento al rey Juan, encarcelado en Burdeos. El rey rechazó la ordenanza antes de que el príncipe Eduardo lo llevara prisionero a Inglaterra.
Carlos avanzó por todo el país ese verano, ganando apoyo en las provincias, y recuperó París. Marcel, mientras tanto, se alió con Carlos de Navarra, quien afirmó que su pretensión al trono de Francia era al menos tan buena como la del rey Eduardo III de Inglaterra, quien usó su reclamación como un pretexto para iniciar la guerra de los Cien Años. 
Marcel usó el asesinato de un ciudadano en busca de santuario en París para atacar al delfín de cerca. Reuniendo a un grupo de comerciantes, el preboste marchó a la cabeza de un ejército de 3000, entró en el palacio real e hizo que la masa asesinara a dos de los mariscales del delfín ante sus mismos ojos. Carlos, horrorizado, momentáneamente pacificó a la multitud, pero envió a su familia fuera y dejó París tan rápido como pudo. En Compiègne convocó a los Estados Generales que le eran fieles, hizo un llamado a las tropas para defender su causa. La acción de Marcel destruyó el apoyo que el Tercer Estado tenía entre los nobles, y la posterior actuación del preboste apoyando a la Jacquerie debilitó su apoyo en las ciudades.
Ambos bandos comenzaron a incursionar en los alrededores de París, saqueando los campos y llevando sufrimiento a los campesinos, por lo que el 28 de mayo de 1358, después de la ejecución de unos señores de la zona de Picardía, explota la ira del campesinado en contra de la nobleza, culpable de todas las desgracias por las que estaba atravesando el reino. La revuelta, que fue llamada la Jacquerie estaba encabezada por Guillaume Carle y fue sumamente dura para la nobleza, especialmente con el saqueo y robo de sus propiedades y castillos.
Étienne Marcel, sin poder conseguir otra alianza, apoyó la Jaquerie mientras Carlos II de Navarra logró, gracias a engaños, atraer a Guillaume Carle y hacerlo ajusticiar. Se puso así fin a la revuelta, que sin cabecilla fue apagada rápidamente. Ya para junio habían muerto más de 20 mil siervos.
El rey de Navarra tenía intenciones de entrar a París y proclamarse rey de Francia, pero cuando el 21 de julio de 1358 es asesinado Étienne Marcel, Carlos renuncia temporalmente a sus intenciones. El 2 de agosto, el delfín entró a París y fue acogido con entusiasmo por la ciudad. Más tarde concedió una amnistía general para todos excepto para aquellos que colaboraron más estrechamente con Marcel.
Al convocarse los Estados Generales se decretó continuar la guerra con los ingleses, pero antes, Carlos prefirió atacar al rey de Navarra asediando Melun, por miedo a que los ingleses ayudaran a Carlos II de Navarra, en junio de 1359 fue sellada la paz definitiva, que decretaba que el rey navarro mantenía todas sus propiedades y recibía otras, además se le devolvía el privilegio de entrar en París.

## El tratado de Brétigny

Reconquistas de Carlos V.

La captura del rey Juan II de Francia dio a los ingleses la mejor posición en las negociaciones de paz tras la batalla de Poitiers. El rey firmó un tratado en 1359 que habría significado la cesión de la mayor parte de Francia occidental a Inglaterra e imponía un ruinoso rescate de tres millones de écus al país. El delfín, respaldado por sus consejeros y los Estados Generales, rechazó el tratado, y el rey Eduardo usó esto como excusa para invadir Francia en otoño. Marchó hacia Reims para hacerse coronar rey de Francia, y alcanzó la localidad en diciembre y París en marzo, pero Carlos, confiando en defensas municipales improvisadas, prohibió a sus soldados una confrontación directa con los ingleses. Carlos confiaba en las fortificaciones mejoradas realizadas por Marcel en París y más tarde reconstruidas en el muro de la orilla izquierda (Rive gauche) y construyó una nueva muralla en la orilla derecha (Rive droite) que se extendía hasta una nueva fortificación llamada la Bastilla.
Eduardo saqueó el campo, pero no pudo atraer a los franceses a una batalla decisiva, así que finalmente se mostró de acuerdo en reducir sus pretensiones. Esta estrategia de no confrontación demostraría ser extremadamente beneficiosa para Francia durante el reinado de Carlos.
El 1 de mayo de 1360 iniciaron las conversaciones de paz, que concluyeron con la firma de tratado de Brétigny el día 8 de mayo:
- El rey Eduardo III de Inglaterra renunciaba al trono de Francia, pero en compensación obtenía diversos territorios de los cuales Francia debía retirarse, un tercio de la Francia occidental: Ponthieu, Calais, Gascuña y gran parte de Aquitania.
- Francia debía pagar un rescate por su rey de tres millones de écus, en distintas cuotas, la primera de las cuales era de 600 000 écus. El rey Juan fue liberado el siguiente octubre. Su hijo segundo, Luis I de Anjou, tomó su puesto como rehén.
- Como promesa por el pago de las siguientes cuotas debían entregarse varios rehenes, elegidos entre los mejores nobles de Francia. Aparte del propio rey Juan, estaban su hijos Luis de Anjou y Juan de Berry.

Juan arribó a Calais en julio, Eduardo III recibió a los rehenes y de la primera cuota solamente se pagaron 400 000 coronas, el tratado se ratificó el 24 de octubre de 1360.
Aunque su padre había recuperado su libertad, Carlos sufrió una gran tragedia personal casi al mismo tiempo. Su hija Juana de tres años de edad y su hija bebé, Bona, murieron en menos de dos meses a finales de 1360; en su doble funeral, se dijo que el delfín estaba "tan triste como nunca se lo vio". El propio Carlos había estaba severamente enfermo, con su pelo y sus uñas cayéndosele; algunos sugieren que esos eran síntomas de envenenamiento por arsénico.
Juan demostró ser tan inútil para gobernar a su regreso a Francia como lo fue antes de su captura. Cuando Luis de Anjou rompió su palabra y huyó de su cautiverio en Inglaterra, Juan II, para salvar el honor, tomó su lugar y marchó a Londres. El delfín fue nombrado regente nuevamente, hasta la muerte de su padre, ese mismo año de 1364.
Mientras tanto, tras la muerte de Felipe I de Borgoña el año 1361, se reabrió el caso de la sucesión de su ducado, que según Carlos II de Navarra le correspondía, por ser el pariente más cercano. Sin embargo, Juan II anexa los territorios a la Corona y el año 1363 se presentó personalmente en Dijón para tomar posesión y entregarlo a su hijo, Felipe.
Viéndose privado de Borgoña, Carlos II de Navarra inicia nuevamente las hostilidades, pero esta vez en contra del delfín Carlos, a punto de ser coronado rey de Francia tras la muerte de Juan II en prisión en Londres. Las tropas de Carlos de Navarra, que dominaban Normandía y el valle del Sena, iniciaron operaciones militares destinadas a impedir la coronación en Reims, pero el general del rey, Bertrand du Guesclin, reconquistó Mantes y Meulan, y el ejército navarro fue derrotado en Cocherel, por lo que Carlos II de Navarra fue expulsado del valle del Sena.

## Reinado

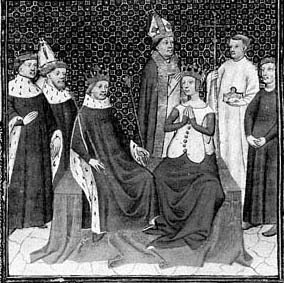
Coronación de Carlos V y Juana de Borbón.

Carlos V fue coronado como rey de Francia el 19 de mayo de 1364 en la Catedral de Reims. El nuevo rey era muy inteligente, pero dado a los secretos, con ojos agudos, una larga nariz y una manera grave. Padeció gota en la mano derecha y abscesos en el brazo izquierdo, posiblemente un efecto secundario del intento de envenenamiento de 1359. Los doctores fueron capaces de tratar la herida, pero le dijeron que si alguna vez se secaba, moriría en 15 días. Su comportamiento podía haber ocultado un lado más emocional; su matrimonio con Juana de Borbón era considerado muy fuerte, y no hizo ningún intento de ocultar su dolor en su funeral o en los de sus hijos, cinco de los cuales murieron antes que él.
Su reinado estuvo dominado por la guerra con los ingleses y dos grandes problemas: recuperar los territorios cedidos en Brétigny y librar al país de los Tard-Venus (los "últimos en llegar"), compañías mercenarias que se daban al robo y al pillaje después de que se firmara el tratado. Para conseguir superar estos dos problemas, Carlos recurrió a un noble menor de Bretaña llamado Bertrand du Guesclin apodado "el Perro Negro de Brocéliande", du Guesclin combatió a los ingleses durante la guerra de sucesión bretona y era experto en guerra de guerrillas. Du Guesclin también derrotó a Carlos II de Navarra en la batalla de Cocherel en 1364 y eliminó su amenaza a París. Después de un año de lucha sin grandes triunfos para ninguno de los dos ejércitos, el 3 de marzo de 1365 se firmó la paz en Pamplona. Carlos II de Navarra, por no renunciar a sus aspiraciones al trono de Francia, no quiso jurar fidelidad al rey. El juramento de fidelidad se hace recién estrenado el año 1371 con el Tratado de Vernon, donde a cambio se le entrega la soberanía de Montpellier que no llegó a ejercer, dado que sus habitantes se sublevaron negándose a aceptar su dominio.
Para llevar a los Tard-Venus fuera de Francia, Carlos primero los alquiló para intentar una cruzada en Hungría, pero su reputación de malhechores los precedía, y los ciudadanos de Estrasburgo rechazaron permitirles cruzar el Rin en su viaje. 

### Guerra civil en Castilla
El siguiente movimiento de Carlos fue enviar a los Tard-Venus (bajo el liderazgo de du Guesclin) a luchar en la guerra civil castellana, apoyando a Enrique, conde de Trastámara contra su medio hermano, el rey Pedro I el Justiciero. Du Guesclin y sus hombres fueron capaces de expulsar a Pedro I de Castilla en 1365 después de la toma de las fortalezas de Magallón y Briviesca, y la capital, Burgos. Pero Eduardo, príncipe de Gales, actuando como virrey de su padre en el suroeste de Francia, asumió la causa del rey Pedro I. También recibía el apoyo de Carlos II de Navarra, quien había facilitado la entrada de las tropas inglesas, permitiendo que el 3 de abril de 1367 ganaran la batalla de Nájera, donde fue capturado Bertrand du Guesclin. El rey Carlos pagó un rescate por él, ya que lo consideraba insustituible.
Pero el príncipe Eduardo tuvo que dejar Castilla por enfermedad. El ejército inglés sufrió mucho durante la retirada. Cuatro de cada cinco soldados ingleses murieron en la campaña castellana. En 1369, du Guesclin renovó su ataque sobre Pedro I, derrotándolo en la decisiva batalla de Montiel. Enrique, con engaños y ayuda de un mercenario, apuñaló al rey Pedro I hasta matarlo en la tienda de du Guesclin, obteniendo así el trono de Castilla. Bertrand fue nombrado duque de Molina, y quedó sellada la alianza franco-castellana. Carlos V podría entonces reanudar la guerra contra Inglaterra bajo condiciones favorables.

### Reanudación de la guerra contra los ingleses

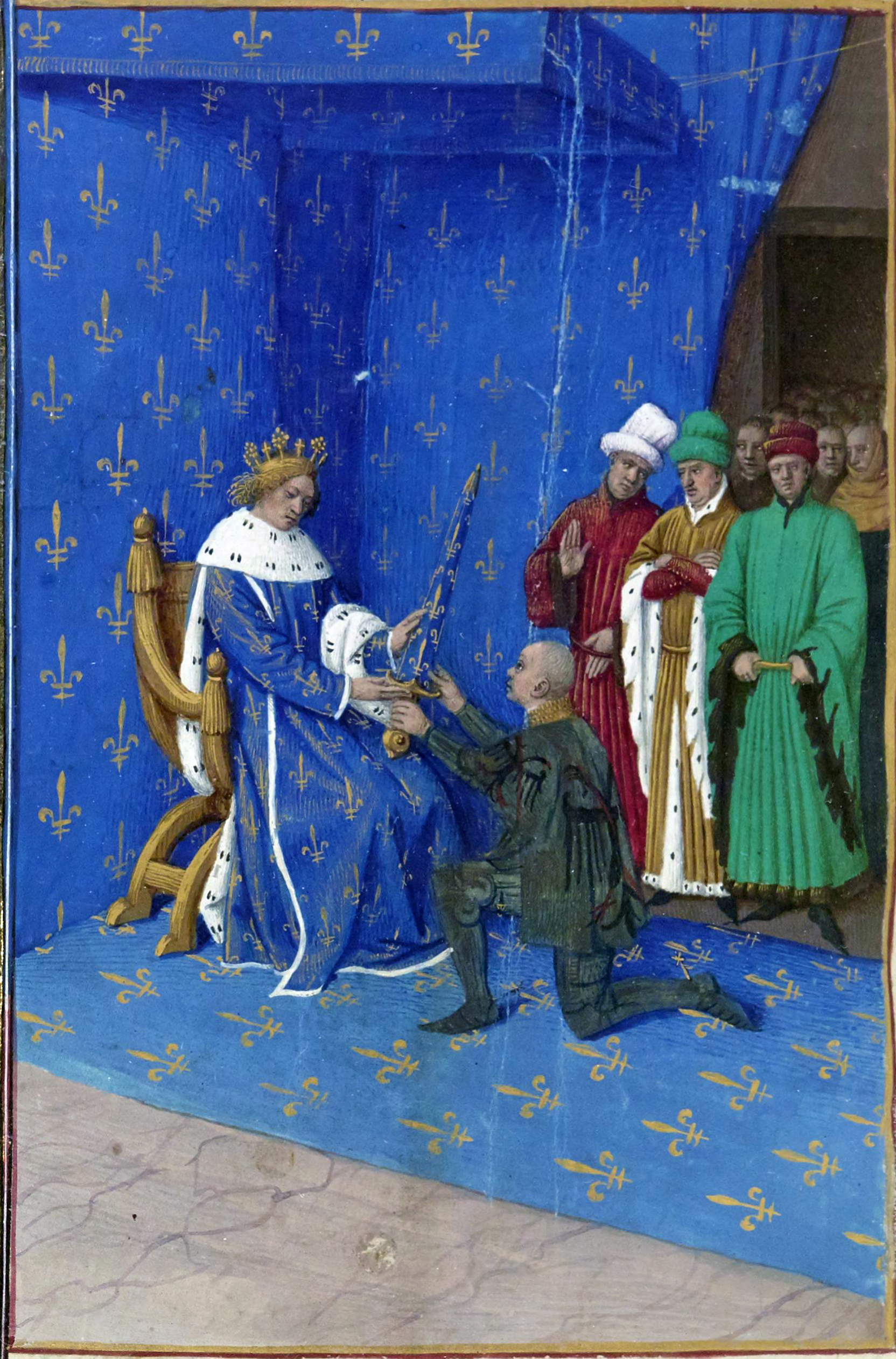
Pintura donde se representa a Bertrand du Guesclin en el momento de ser nombrado condestable por Carlos V de Francia.

La guerra contra los ingleses se reanuda. Carlos, que después de reducir la preponderancia de las Grandes Compañías de mercenarios había organizado un ejército real estable, nombró a du Guesclin condestable del reino, que ese año derrota a los ingleses y conquista Limoges. El príncipe de Gales, al poco tiempo, retoma el comando de su ejército, reconquista la ciudad y la saquea, y poco después regresa a Inglaterra al agravarse su enfermedad. Sin embargo, las victorias de du Guesclin continuaron, reconquistando Poitou y Bretaña en el año 1373.
En el año 1378, el conde de Foix capturó algunos agentes del rey de Navarra y probó a Carlos el Sabio que el navarro continuaba con su complot con el rey inglés para destronarlo. Tras esto, Carlos V ocupa los territorios normandos de Carlos II de Navarra, capturando a su hijo mayor y heredero, Carlos de Évreux, y le fue impuesto repudiar a su padre.
Mientras tanto, Navarra estaba siendo atacada y derrotada por el nuevo rey de Castilla, Enrique II.

### El Gran Cisma
Bajo el reinado de Carlos V, a pesar de las súplicas y negociaciones, Aviñón dejó de ser la sede pontificia, y el papa Gregorio XI reinstauró Roma como Santa Sede el 17 de enero de 1377. Al año siguiente, Gregorio murió y Carlos V aceptó al nuevo pontífice, Urbano VI. Sin embargo, los cardenales eligieron un nuevo papa, el conocido como el antipapa Clemente VII. Durante un tiempo Carlos no mostró preferencias, pero más tarde apoyó abiertamente a Clemente, bajo la promesa de éste de llevar la sede del papado nuevamente a Aviñón, promesa que fue cumplida.

## Últimos años y muerte
Tras algunos allanamientos a los ingleses en el norte de Francia, sin éxito, Carlos V fue golpeado por una grave enfermedad. Murió en el año 1380 en el castillo de Beauté-sur-Marne, en Nogent-sur-Marne. Tras su muerte, casi todos los territorios franceses que cayeron en manos de los ingleses a causa de la primera parte de la guerra de los Cien Años, del tratado de Bretigny y de la Paz de Calais, volvieron a formar parte de la Corona.
Su cuerpo fue enterrado junto al de su mujer, Juana, muerta dos años antes, en la Basílica de Saint-Denis. Después de su muerte, su hijo Carlos sube al trono como Carlos VI, bajo la regencia de sus tíos: el duque de Anjou, el duque de Borgoña, el duque de Orleans y el duque de Berry.

## Ancestros
| \| \| \| \| \| \| \| \| \| \| \| \| \| \| \| \| \| \| \| \| 16. Felipe III de Francia \| \| \| \| \| \| \| \| \| \| \| \| \| \| \| \| \| \| \| \| \| \| \| \| \| \| \| \| \| \| \| \| \| \| \| \| \| \| \| \| \| \| \| \| \| \| \| \| \| \| \| \| \| \| 8. Carlos de Valois \| \| \| \| \| \| \| \| \| \| \| \| \| \| \| \| \| \| \| \| \| \| \| \| \| \| \| \| \| \| \| \| \| \| \| \| \| \| \| \| \| \| \| \| \| \| \| \| \| \| \| \| \| \| 17. Isabel de Aragón \| \| \| \| \| \| \| \| \| \| \| \| \| \| \| \| \| \| \| \| \| \| \| \| \| \| \| \| \| \| \| \| \| \| \| \| \| \| \| \| \| \| \| \| \| \| \| \| \| \| \| \| \| \| 4. Felipe VI de Francia \| \| \| \| \| \| \| \| \| \| \| \| \| \| \| \| \| \| \| \| \| \| \| \| \| \| \| \| \| \| \| \| \| \| \| \| \| \| \| \| \| \| \| \| \| \| \| \| \| \| \| \| \| \| 18. Carlos II de Anjou \| \| \| \| \| \| \| \| \| \| \| \| \| \| \| \| \| \| \| \| \| \| \| \| \| \| \| \| \| \| \| \| \| \| \| \| \| \| \| \| \| \| \| \| \| \| \| \| \| \| \| \| \| \| 9. Margarita de Anjou-Sicilia \| \| \| \| \| \| \| \| \| \| \| \| \| \| \| \| \| \| \| \| \| \| \| \| \| \| \| \| \| \| \| \| \| \| \| \| \| \| \| \| \| \| \| \| \| \| \| \| \| \| \| \| \| \| 19. María de Hungría \| \| \| \| \| \| \| \| \| \| \| \| \| \| \| \| \| \| \| \| \| \| \| \| \| \| \| \| \| \| \| \| \| \| \| \| \| \| \| \| \| \| \| \| \| \| \| \| \| \| \| \| \| \| 2. Juan II de Francia \| \| \| \| \| \| \| \| \| \| \| \| \| \| \| \| \| \| \| \| \| \| \| \| \| \| \| \| \| \| \| \| \| \| \| \| \| \| \| \| \| \| \| \| \| \| \| \| \| \| \| \| \| \| 20. Hugo IV de Borgoña \| \| \| \| \| \| \| \| \| \| \| \| \| \| \| \| \| \| \| \| \| \| \| \| \| \| \| \| \| \| \| \| \| \| \| \| \| \| \| \| \| \| \| \| \| \| \| \| \| \| \| \| \| \| 10. Roberto II de Borgoña \| \| \| \| \| \| \| \| \| \| \| \| \| \| \| \| \| \| \| \| \| \| \| \| \| \| \| \| \| \| \| \| \| \| \| \| \| \| \| \| \| \| \| \| \| \| \| \| \| \| \| \| \| \| 21. Yolanda de Dreux, duquesa de Borgoña \| \| \| \| \| \| \| \| \| \| \| \| \| \| \| \| \| \| \| \| \| \| \| \| \| \| \| \| \| \| \| \| \| \| \| \| \| \| \| \| \| \| \| \| \| \| \| \| \| \| \| \| \| \| 5. Juana de Borgoña \| \| \| \| \| \| \| \| \| \| \| \| \| \| \| \| \| \| \| \| \| \| \| \| \| \| \| \| \| \| \| \| \| \| \| \| \| \| \| \| \| \| \| \| \| \| \| \| \| \| \| \| \| \| 22. Luis IX de Francia \| \| \| \| \| \| \| \| \| \| \| \| \| \| \| \| \| \| \| \| \| \| \| \| \| \| \| \| \| \| \| \| \| \| \| \| \| \| \| \| \| \| \| \| \| \| \| \| \| \| \| \| \| \| 11. Inés de Francia \| \| \| \| \| \| \| \| \| \| \| \| \| \| \| \| \| \| \| \| \| \| \| \| \| \| \| \| \| \| \| \| \| \| \| \| \| \| \| \| \| \| \| \| \| \| \| \| \| \| \| \| \| \| 23. Margarita de Provenza \| \| \| \| \| \| \| \| \| \| \| \| \| \| \| \| \| \| \| \| \| \| \| \| \| \| \| \| \| \| \| \| \| \| \| \| \| \| \| \| \| \| \| \| \| \| \| \| \| \| \| \| \| \| 1. Carlos V de Francia \| \| \| \| \| \| \| \| \| \| \| \| \| \| \| \| \| \| \| \| \| \| \| \| \| \| \| \| \| \| \| \| \| \| \| \| \| \| \| \| \| \| \| \| \| \| \| \| \| \| \| \| \| \| 24. Enrique VI de Luxemburgo \| \| \| \| \| \| \| \| \| \| \| \| \| \| \| \| \| \| \| \| \| \| \| \| \| \| \| \| \| \| \| \| \| \| \| \| \| \| \| \| \| \| \| \| \| \| \| \| \| \| \| \| \| \| 12. Enrique VII de Luxemburgo \| \| \| \| \| \| \| \| \| \| \| \| \| \| \| \| \| \| \| \| \| \| \| \| \| \| \| \| \| \| \| \| \| \| \| \| \| \| \| \| \| \| \| \| \| \| \| \| \| \| \| \| \| \| 25. Beatriz de Avesnes \| \| \| \| \| \| \| \| \| \| \| \| \| \| \| \| \| \| \| \| \| \| \| \| \| \| \| \| \| \| \| \| \| \| \| \| \| \| \| \| \| \| \| \| \| \| \| \| \| \| \| \| \| \| 6. Juan I de Bohemia \| \| \| \| \| \| \| \| \| \| \| \| \| \| \| \| \| \| \| \| \| \| \| \| \| \| \| \| \| \| \| \| \| \| \| \| \| \| \| \| \| \| \| \| \| \| \| \| \| \| \| \| \| \| 26. Juan I de Brabante \| \| \| \| \| \| \| \| \| \| \| \| \| \| \| \| \| \| \| \| \| \| \| \| \| \| \| \| \| \| \| \| \| \| \| \| \| \| \| \| \| \| \| \| \| \| \| \| \| \| \| \| \| \| 13. Matilde de Brabante \| \| \| \| \| \| \| \| \| \| \| \| \| \| \| \| \| \| \| \| \| \| \| \| \| \| \| \| \| \| \| \| \| \| \| \| \| \| \| \| \| \| \| \| \| \| \| \| \| \| \| \| \| \| 27. Margarita de Dampierre \| \| \| \| \| \| \| \| \| \| \| \| \| \| \| \| \| \| \| \| \| \| \| \| \| \| \| \| \| \| \| \| \| \| \| \| \| \| \| \| \| \| \| \| \| \| \| \| \| \| \| \| \| \| 3. Bona de Luxemburgo \| \| \| \| \| \| \| \| \| \| \| \| \| \| \| \| \| \| \| \| \| \| \| \| \| \| \| \| \| \| \| \| \| \| \| \| \| \| \| \| \| \| \| \| \| \| \| \| \| \| \| \| \| \| 28. Otakar II de Bohemia \| \| \| \| \| \| \| \| \| \| \| \| \| \| \| \| \| \| \| \| \| \| \| \| \| \| \| \| \| \| \| \| \| \| \| \| \| \| \| \| \| \| \| \| \| \| \| \| \| \| \| \| \| \| 14. Wenceslao II de Bohemia \| \| \| \| \| \| \| \| \| \| \| \| \| \| \| \| \| \| \| \| \| \| \| \| \| \| \| \| \| \| \| \| \| \| \| \| \| \| \| \| \| \| \| \| \| \| \| \| \| \| \| \| \| \| 29. Cunegunda de Eslavonia \| \| \| \| \| \| \| \| \| \| \| \| \| \| \| \| \| \| \| \| \| \| \| \| \| \| \| \| \| \| \| \| \| \| \| \| \| \| \| \| \| \| \| \| \| \| \| \| \| \| \| \| \| \| 7. Isabel I de Bohemia \| \| \| \| \| \| \| \| \| \| \| \| \| \| \| \| \| \| \| \| \| \| \| \| \| \| \| \| \| \| \| \| \| \| \| \| \| \| \| \| \| \| \| \| \| \| \| \| \| \| \| \| \| \| 30. Rodolfo I de Habsburgo \| \| \| \| \| \| \| \| \| \| \| \| \| \| \| \| \| \| \| \| \| \| \| \| \| \| \| \| \| \| \| \| \| \| \| \| \| \| \| \| \| \| \| \| \| \| \| \| \| \| \| \| \| \| 15. Judith de Habsburgo \| \| \| \| \| \| \| \| \| \| \| \| \| \| \| \| \| \| \| \| \| \| \| \| \| \| \| \| \| \| \| \| \| \| \| \| \| \| \| \| \| \| \| \| \| \| \| \| \| \| \| \| \| \| 31. Gertrudis de Hohenberg \| \| \| \| \| \| \| \| \| \| \| \| \| \| \| \| \| \| \| \| \| \| \| \| \| \| \| \| \| \| \| \| \| \| \| \| \| \| \| \| \| \| \| \| \| \| \| \| \| \| \| \| |                                          |  |  |  |  |  |  |  |  |  |  |  |  |  |  |  |
| |                                          |  |  |  |  |  |  |  |  |  |  |  |  |  |  |  |
| | 16. Felipe III de Francia                |  |  |  |  |  |  |  |  |  |  |  |  |  |  |  |
| |                                          |  |  |  |  |  |  |  |  |  |  |  |  |  |  |  |
| |                                          |  |  |  |  |  |  |  |  |  |  |  |  |  |  |  |
| | 8. Carlos de Valois                      |  |  |  |  |  |  |  |  |  |  |  |  |  |  |  |
| |                                          |  |  |  |  |  |  |  |  |  |  |  |  |  |  |  |
| |                                          |  |  |  |  |  |  |  |  |  |  |  |  |  |  |  |
| | 17. Isabel de Aragón                     |  |  |  |  |  |  |  |  |  |  |  |  |  |  |  |
| |                                          |  |  |  |  |  |  |  |  |  |  |  |  |  |  |  |
| |                                          |  |  |  |  |  |  |  |  |  |  |  |  |  |  |  |
| | 4. Felipe VI de Francia                  |  |  |  |  |  |  |  |  |  |  |  |  |  |  |  |
| |                                          |  |  |  |  |  |  |  |  |  |  |  |  |  |  |  |
| |                                          |  |  |  |  |  |  |  |  |  |  |  |  |  |  |  |
| | 18. Carlos II de Anjou                   |  |  |  |  |  |  |  |  |  |  |  |  |  |  |  |
| |                                          |  |  |  |  |  |  |  |  |  |  |  |  |  |  |  |
| |                                          |  |  |  |  |  |  |  |  |  |  |  |  |  |  |  |
| | 9. Margarita de Anjou-Sicilia            |  |  |  |  |  |  |  |  |  |  |  |  |  |  |  |
| |                                          |  |  |  |  |  |  |  |  |  |  |  |  |  |  |  |
| |                                          |  |  |  |  |  |  |  |  |  |  |  |  |  |  |  |
| | 19. María de Hungría                     |  |  |  |  |  |  |  |  |  |  |  |  |  |  |  |
| |                                          |  |  |  |  |  |  |  |  |  |  |  |  |  |  |  |
| |                                          |  |  |  |  |  |  |  |  |  |  |  |  |  |  |  |
| | 2. Juan II de Francia                    |  |  |  |  |  |  |  |  |  |  |  |  |  |  |  |
| |                                          |  |  |  |  |  |  |  |  |  |  |  |  |  |  |  |
| |                                          |  |  |  |  |  |  |  |  |  |  |  |  |  |  |  |
| | 20. Hugo IV de Borgoña                   |  |  |  |  |  |  |  |  |  |  |  |  |  |  |  |
| |                                          |  |  |  |  |  |  |  |  |  |  |  |  |  |  |  |
| |                                          |  |  |  |  |  |  |  |  |  |  |  |  |  |  |  |
| | 10. Roberto II de Borgoña                |  |  |  |  |  |  |  |  |  |  |  |  |  |  |  |
| |                                          |  |  |  |  |  |  |  |  |  |  |  |  |  |  |  |
| |                                          |  |  |  |  |  |  |  |  |  |  |  |  |  |  |  |
| | 21. Yolanda de Dreux, duquesa de Borgoña |  |  |  |  |  |  |  |  |  |  |  |  |  |  |  |
| |                                          |  |  |  |  |  |  |  |  |  |  |  |  |  |  |  |
| |                                          |  |  |  |  |  |  |  |  |  |  |  |  |  |  |  |
| | 5. Juana de Borgoña                      |  |  |  |  |  |  |  |  |  |  |  |  |  |  |  |
| |                                          |  |  |  |  |  |  |  |  |  |  |  |  |  |  |  |
| |                                          |  |  |  |  |  |  |  |  |  |  |  |  |  |  |  |
| | 22. Luis IX de Francia                   |  |  |  |  |  |  |  |  |  |  |  |  |  |  |  |
| |                                          |  |  |  |  |  |  |  |  |  |  |  |  |  |  |  |
| |                                          |  |  |  |  |  |  |  |  |  |  |  |  |  |  |  |
| | 11. Inés de Francia                      |  |  |  |  |  |  |  |  |  |  |  |  |  |  |  |
| |                                          |  |  |  |  |  |  |  |  |  |  |  |  |  |  |  |
| |                                          |  |  |  |  |  |  |  |  |  |  |  |  |  |  |  |
| | 23. Margarita de Provenza                |  |  |  |  |  |  |  |  |  |  |  |  |  |  |  |
| |                                          |  |  |  |  |  |  |  |  |  |  |  |  |  |  |  |
| |                                          |  |  |  |  |  |  |  |  |  |  |  |  |  |  |  |
| | 1. Carlos V de Francia                   |  |  |  |  |  |  |  |  |  |  |  |  |  |  |  |
| |                                          |  |  |  |  |  |  |  |  |  |  |  |  |  |  |  |
| |                                          |  |  |  |  |  |  |  |  |  |  |  |  |  |  |  |
| | 24. Enrique VI de Luxemburgo             |  |  |  |  |  |  |  |  |  |  |  |  |  |  |  |
| |                                          |  |  |  |  |  |  |  |  |  |  |  |  |  |  |  |
| |                                          |  |  |  |  |  |  |  |  |  |  |  |  |  |  |  |
| | 12. Enrique VII de Luxemburgo            |  |  |  |  |  |  |  |  |  |  |  |  |  |  |  |
| |                                          |  |  |  |  |  |  |  |  |  |  |  |  |  |  |  |
| |                                          |  |  |  |  |  |  |  |  |  |  |  |  |  |  |  |
| | 25. Beatriz de Avesnes                   |  |  |  |  |  |  |  |  |  |  |  |  |  |  |  |
| |                                          |  |  |  |  |  |  |  |  |  |  |  |  |  |  |  |
| |                                          |  |  |  |  |  |  |  |  |  |  |  |  |  |  |  |
| | 6. Juan I de Bohemia                     |  |  |  |  |  |  |  |  |  |  |  |  |  |  |  |
| |                                          |  |  |  |  |  |  |  |  |  |  |  |  |  |  |  |
| |                                          |  |  |  |  |  |  |  |  |  |  |  |  |  |  |  |
| | 26. Juan I de Brabante                   |  |  |  |  |  |  |  |  |  |  |  |  |  |  |  |
| |                                          |  |  |  |  |  |  |  |  |  |  |  |  |  |  |  |
| |                                          |  |  |  |  |  |  |  |  |  |  |  |  |  |  |  |
| | 13. Matilde de Brabante                  |  |  |  |  |  |  |  |  |  |  |  |  |  |  |  |
| |                                          |  |  |  |  |  |  |  |  |  |  |  |  |  |  |  |
| |                                          |  |  |  |  |  |  |  |  |  |  |  |  |  |  |  |
| | 27. Margarita de Dampierre               |  |  |  |  |  |  |  |  |  |  |  |  |  |  |  |
| |                                          |  |  |  |  |  |  |  |  |  |  |  |  |  |  |  |
| |                                          |  |  |  |  |  |  |  |  |  |  |  |  |  |  |  |
| | 3. Bona de Luxemburgo                    |  |  |  |  |  |  |  |  |  |  |  |  |  |  |  |
| |                                          |  |  |  |  |  |  |  |  |  |  |  |  |  |  |  |
| |                                          |  |  |  |  |  |  |  |  |  |  |  |  |  |  |  |
| | 28. Otakar II de Bohemia                 |  |  |  |  |  |  |  |  |  |  |  |  |  |  |  |
| |                                          |  |  |  |  |  |  |  |  |  |  |  |  |  |  |  |
| |                                          |  |  |  |  |  |  |  |  |  |  |  |  |  |  |  |
| | 14. Wenceslao II de Bohemia              |  |  |  |  |  |  |  |  |  |  |  |  |  |  |  |
| |                                          |  |  |  |  |  |  |  |  |  |  |  |  |  |  |  |
| |                                          |  |  |  |  |  |  |  |  |  |  |  |  |  |  |  |
| | 29. Cunegunda de Eslavonia               |  |  |  |  |  |  |  |  |  |  |  |  |  |  |  |
| |                                          |  |  |  |  |  |  |  |  |  |  |  |  |  |  |  |
| |                                          |  |  |  |  |  |  |  |  |  |  |  |  |  |  |  |
| | 7. Isabel I de Bohemia                   |  |  |  |  |  |  |  |  |  |  |  |  |  |  |  |
| |                                          |  |  |  |  |  |  |  |  |  |  |  |  |  |  |  |
| |                                          |  |  |  |  |  |  |  |  |  |  |  |  |  |  |  |
| | 30. Rodolfo I de Habsburgo               |  |  |  |  |  |  |  |  |  |  |  |  |  |  |  |
| |                                          |  |  |  |  |  |  |  |  |  |  |  |  |  |  |  |
| |                                          |  |  |  |  |  |  |  |  |  |  |  |  |  |  |  |
| | 15. Judith de Habsburgo                  |  |  |  |  |  |  |  |  |  |  |  |  |  |  |  |
| |                                          |  |  |  |  |  |  |  |  |  |  |  |  |  |  |  |
| |                                          |  |  |  |  |  |  |  |  |  |  |  |  |  |  |  |
| | 31. Gertrudis de Hohenberg               |  |  |  |  |  |  |  |  |  |  |  |  |  |  |  |
| |                                          |  |  |  |  |  |  |  |  |  |  |  |  |  |  |  |
| |                                          |  |  |  |  |  |  |  |  |  |  |  |  |  |  |  |

## Matrimonio y descendencia

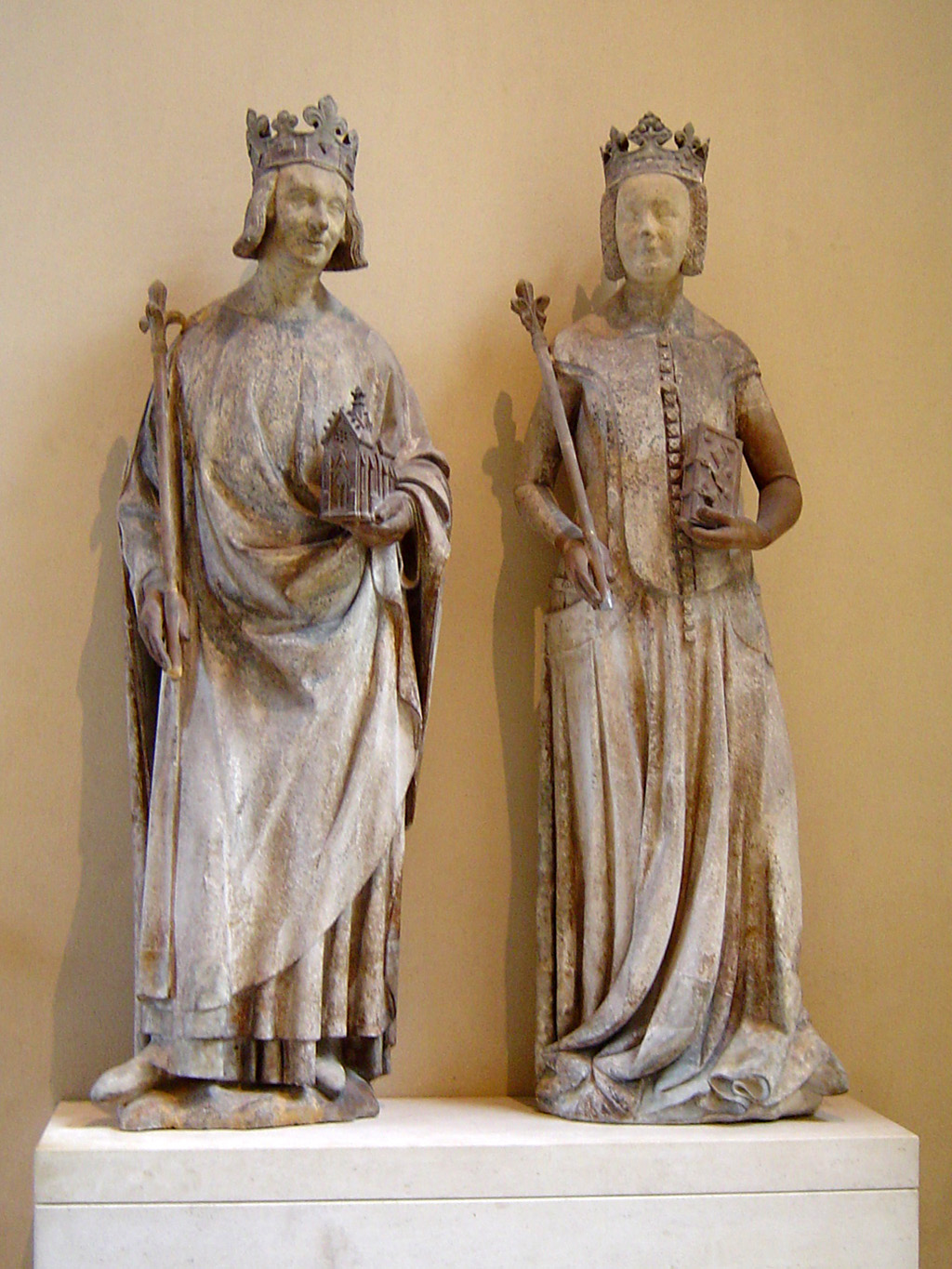
Carlos V y Juana de Borbón.

El 8 de abril de 1350 contrajo matrimonio con Juana de Borbón (1338-1378), la bisnieta de Felipe III «el Atrevido». Tuvo los siguientes hijos:
- Juana (1357-1360)
- Juan (1359-1364)
- Bona (1360)
- Juan (1366)
- Carlos «el Bienamado» (1368-1422)
- María (1370-1377)
- Luis, duque de Orleans (1372-1407)
- Isabel (1373-1378)
- Catalina (1378-1388)
- Le Mortie (1380-1409)

Con Biette de Casinel, tuvo a:
1. Jean de Montagu (París, ca.1350[15] – 17 de octubre de 1409, París).